# Siria (gruppo musicale)
Siria è un duo musicale composto dalla cantante dei Cascada Natalie Horler e da uno dei suoi dj e producer DJ Manian. Il progetto Siria ha presentato due singoli in Germania e in Canada venduti con la voce di Natalie Horler. Il 3 luglio 2008 la reinterpretazione della canzone "Desenchantee" di Kate Ryan è stata pubblicata dalla Zooland Records con una nuova cantante.

## Carriera

### "Endless Summer"
"Endless Summer" fu il primo singolo presentato dal progetto Siria. Quando è stato presentato nella prima versione per dj nel dicembre 2004 ha introdotto lo stile musicale che si sarebbe rivelato un grande successo per il progetto Cascada con "Everytime We Touch" nel 2005. Inizialmente, i fan dei Cascada pensarono che il gruppo aveva cambiato il proprio nome in Siria a causa di problemi legali con il nome Cascada (prima erano stati chiamati a Cascade finché il dj americano Kaskade aveva minacciato una causa), anche se si è ben presto capito che questo era solo un progetto parallelo di Manuel Reuter (DJ Manian) e Natalie Horler, senza Yanou.

### "I Will Believe It"
Agli inizi del 2005, Siria ha presentato "I Will Believe It" nel vinile "Endless Summer"/"I Will Believe It" 12". In esso ci sono due mix delle canzoni. La prima è una versione euro trance che è simine al singolo "Reason" di DJ Manian and Natalie, presentato da un loro altro progetto Diamond. L'altro remix è il "Cascada Remix" che ha uno stile scuro ma simile a "Everytime We Touch". Negli Stati Uniti il singolo ha otto mixing con DJ Lenny B, Solar City ed è disponibile attraverso la Marian Records Inc. Il singolo ha raggiunto la posizione 23 nella Billboard's Hot Dance Club Play chart

### "Desenchantee"
Il nome Siria è stato usato ancora una volta per un nuovo singolo con una nuova cantante, per una reinterpretazione della canzone "Desenchantee" della cantante belga Mylène Farmer ed è stato presentato dalla Zooland Records in Germania il 3 luglio 2008.
Le canzoni di Siria vengono spesso confuse con quelle dei Cascada, in quanto gli stili sono molto simili e anche perché il progetto è formato da una parte dei Cascada.

## Futuro
Con l'immenso successo mondiale dei Cascada, Dj Manian aveva annunciato che non aveva pianificato nuovi singoli per i Siria per il vicino futuro. In Gran Bretagna entrambe le canzoni dei Siria erano state pubblicate sotto il nome Cascada nel loro secondo album, Perfect Day, entrambe in forma leggermente modificata nel 2007. A causa di entrambe le canzoni pubblicate in precedenza negli Stati Uniti dalla Marian Records con il nome di Siria, "I Will Believe It" e "Endless Summer" non sono state incluse nella versione americana di Perfect Day, che sono inizialmente state canzoni esclusive inizialmente non disponibili in altri mercati.
Nel 2008 il nome Siria è stato rimesso in uso con il singolo "Desenchantee", senza però Natalie Horler come cantante.